# Alphonse Barbe
Alphonse Barbe (Luik, 14 oktober 1865 – Bergen op Zoom, 18 november 1910) was een Belgisch/Nederlands hoornist en dirigent/kapelmeester.
Hij werd geboren binnen het gezin van Jean Barbe en Wilhelmine Tuylers. Zelf trouwde hij in 1893 met Maria Elisabeth Henriëtte Lambertina Thonus.
Zijn muzikale opleiding kreeg hij aan het Conservatorium van Luik. Al op vijftienjarige leeftijd studeerde hij daar af met diverse vermeldingen:
- gouden medaille voor hoorn, leraar Jean-Toussaint Radoux.
- eerste prijs voor solfège, leraar Duyzings.
- tweede prijs voor harmonie, leraar Pierre Joseph Michel Sylvain Dupuis.

Na zijn opleiding ging hij spelen in orkesten in Frankrijk en België, waaronder dat van het theater in Luik, dat onder leiding stond van dirigent Jahn. Vanuit Luik was het een kleine stap naar Maastricht alwaar hij in 1883 aan het Conservatorium van Maastricht docent koperblaasinstrumenten werd. Een andere baan vond hij in het dirigentschap bij de Maastrichtse schutterij. Hij bekleedde eenzelfde functie als kapelmeester van het orkest van het derde regiment infanterie in Bergen op Zoom, waar hij na een vergelijkend examen in het voorjaar van 1897 de opvolger werd van N.A. Bouwman. Daarbij was hij directeur van 'het Mannenkoor' en het dameskoor 'Excelsior'. 
Hij vond ook tijd om enige werken op papier te zetten: Romance, Salut au printemps, Euterpe, Les manoeuvres, Marches des amis en Grande fantaisie sur l’opera Carmen (naar Georges Bizet). Salut au printemps werd in de jaren tien en twintig van de twintigste eeuw een paar keer uitgevoerd en was een verplicht concourswerk in 1919. Hij schreef ook een paar werken voor symfonieorkest. Zijn 1ste suite d'orchestre werd in 1907 uitgevoerd door de Arnhemse Orkestvereniging onder leiding van Jan Albert Kwast. Verder componeerde hij een opera in één acte, 'Pour la patrie'. 
Hij stierf na een lang ziekbed.